# 佩羅·安蒂奇
佩羅·安蒂奇（1982年7月29日—），北馬其頓籃球運動員，現在效力於土耳其球隊費內巴切。他也代表北馬其頓國家男子籃球隊參賽。